# Озерська сільська рада (Ілецький район)
Озе́рська сільська рада (рос. Озёрский сельский совет) — сільське поселення у складі Ілецького району Оренбурзької області Росії.
Адміністративний центр та єдиний населений пункт — село Озерки.

## Населення
Населення — 884 особи (2019; 1007 в 2010, 1366 у 2002).